# Cribrilina punctata
Cribrilina punctata är en mossdjursart som först beskrevs av Arthur Hill Hassall 1841.  Cribrilina punctata ingår i släktet Cribrilina och familjen Cribrilinidae. Arten är reproducerande i Sverige. Inga underarter finns listade i Catalogue of Life.